# Oreina virgulata
Oreina virgulata – gatunek chrząszcza z rodziny stonkowatych i podrodziny Chrysomelinae.

## Taksonomia
Gatunek ten opisany został po raz pierwszy w 1822 roku przez Ernsta Friedricha Germara pod nazwą Chrysomela virgulata. Obejmuje siedem podgatunków:
- Oreina virgulata candens (Weise, 1884)
- Oreina virgulata isofastuosa Bechyne, 1958
- Oreina virgulata ljubetensis (Apfelbeck, 1912)
- Oreina virgulata mona Bechyne, 1958
- Oreina virgulata peneaui (David, 1953)
- Oreina virgulata praefica  (Weise, 1884)
- Oreina virgulata virgulata (Germar, 1824)

## Morfologia
Chrząszcz o wydłużonym, nieco przypłaszczonym ciele długości od 7 do 8,5 mm. Wierzch ciała ubarwiony bywa czerwono, purpurowo, złoto, miedziano, zielono, niebiesko, granatowo lub czarnofioletowo, z wyjątkiem form granatowych i czarnofioletowych pokrywy mają pośrodku parę rozmytych smug w odcieniu błękitnym lub zielonym. Punktowanie grzbietowej strony ciała jest delikatne. Czułki są jednolicie czarne, metalicznie błyszczące. Głaszczki szczękowe cechują się wierzchołkowym członem znacznie węższym od przedostatniego, niezwężającym się jednak wyraźnie ku szczytowi. Przedplecze ma pozbawione zgrubienia brzegi boczne. Odwłok ma pierwszy sternit nie dłuższy niż zapiersie. Genitalia samca odznaczają się szerokim i spłaszczonym prąciem z tępo zaokrąglonym wierzchołkiem, okrągłą płytką grzbietową i drobnym, tępym, trójkątnym ząbkiem na środku przedniej krawędzi.

## Ekologia i występowanie
Owad górski, higrofilny. Zasiedla śródleśne polany, skraje lasów, pobrzeża potoków i strumieni oraz inne stanowiska wilgotne. Zarówno osobniki dorosłe jak i larwy są fitofagami, żerującymi na ostrożniach, zwłaszcza na ostrożniu głowaczu i ostrożniu lepkim.
Gatunek palearktyczny, europejski, zasięgiem obejmujący m.in. Pireneje, Alpy, Sudety, Karpaty i góry Półwyspu Bałkańskiego. Podgatunek nominatywny znany jest z Francji, Niemiec, Szwajcarii, Liechtensteinu i Austrii. O. v. candens wykryto w Niemczech i Austrii. O. v. mona notowana jest z Austrii i Włoch. O. v. isofastuosa jest endemitem Słowenii, a O. v. peneaui endemitem Francji. O. v. ljubetensis podawana jest z Serbii, Czarnogóry, Bułgarii, Albanii, Macedonii Północnej i Grecji. O. v. praefica znana jest z Polski, Czech, Słowacji i Ukrainy. W Polsce podgatunek ten jest nierzadki w Bieszczadach, natomiast ku zachodowi staje się coraz rzadszy; z polskich Sudetów znany jest już tylko z nielicznych osobników stwierdzonych w Masywie Śnieżnika i Karkonoszach.